# Magnus Goffeng
Carl Henrik Tryggve Magnus Goffeng,  född 1987, är en svensk matematiker.

## Biografi
Goffeng disputerade 2011 vid Göteborgs Universitet och har därefter arbetat som universitetslektor i matematik vid Lunds Universitet.
Hans forskningsområde är icke-kommutativ geometri, indexteori och spektralteori. Magnus Goffengs huvudhandledare var Grigori Rozenblioum, och hans biträdande handledare var Ryszard Nest vid Köpenhamns universitet. 

## Utmärkelser
- 2021 - Wallenbergpriset i matematik för "hans viktiga bidrag inom icke-kommutativ geometri, indexteori och spektralteori."[1]